# Protecția împotriva incendiilor
.

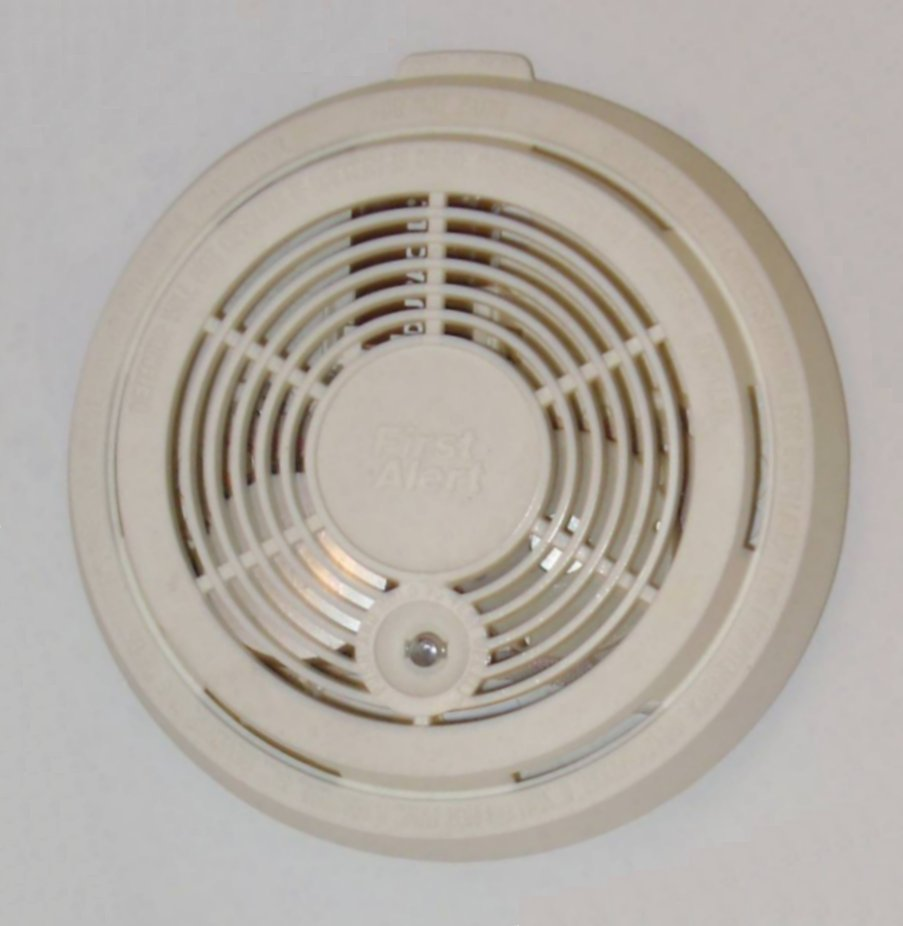
Un detector de fum

Exemplu de plan de de evacuare și salvare dintr-o încăpere în Germania

Protecția împotriva incendiilor se realizează prin îndeplinirea cerințelor esențiale „securitate la incendiu”.Protecția împotriva incendiilor este studiul și practica de atenuare a efectelor nedorite ale incendiilor care poate afecta viața oamenilor, animalelor, sănătatea și proprietatea. . Aceste cerințe se asigură prin măsuri și reguli specifice privind amplasarea, proiectarea, execuția și exploatarea construcțiilor, instalațiilor și amenajărilor, precum și privind performanțele și nivelurile de performanță în condiții de incendiu ale structurilor de construcții, produselor pentru construcții, instalațiilor aferente construcțiilor și ale instalațiilor de protecție la incendiu.
Instituțiile, agenții economici, care execute lucrări de construcții la clădiri civile sau industriale indiferent de formă, de stat sau private, nave maritime sau chiar terestre, conducătorii de instituții și proprietarii sunt responsabili pentru a menține instalațiile de semnalizare, detectare si stingere a incendiilor la clădirile lor, în conformitate cu reglementările tehnice și legislația în vigoare stabilite de către autoritatea competentă.

## Protecția împotriva incendiilor în România
În România "securitate la incendiu" reprezintă a doua cerință fundamentală privind executarea unei construcții de calitate.
"Securitatea la incendiu" are ca scop reducerea riscului de incendiu prin:
1. asigurarea măsurilor de  prevenire a incendiilor în fazele de proiectare și executare a construcțiilor, instalațiilor și amenajărilor și menținerea lor la parametrii proiectați în exploatarea acestora, în conformitate cu reglementărilor specifice;
2. echiparea și dotarea construcțiilor, instalațiilor și amenajărilor cu mijloace tehnice de apărare împotriva incendiilor, în conformitate cu reglementările specifice;
3. organizarea activității de apărare împotriva incendiilor;
4. asigurarea intervenției pompierilor în cazul producerii unor incendii la construcții, instalații și amenajări, precum și a altor forțe de salvare a persoanelor și bunurilor[3]

Identificarea, evaluarea și controlul riscurilor de incendiu se fac prin metode și proceduri specifice, conform metodologiei elaborate de Inspectoratul General pentru Situații de Urgență, aprobată prin ordin al Ministerului Afacerilor Interne.
Clădirile trebuie să fie executate și construite în conformitate reglementările tehnice în vigoare. Prin lege sunt stabilite categoriile de construcții si instalații care sunt supuse avizării și autorizării securității la incendiu conform metodologiei elaborate de Inspectoratul General pentru Situații de Urgență și aprobate prin ordin al ministerului administrației și internelor.
În România pentru clădiri și construcții care necesită aviz de securitate la incendii, investitorul trebuie să întocmească o documentație tehnică    ”scenariu de securitate la incendiu” și împreună cu o serie de acte le depune la  Inspectoratul Județean pentru Situații de Urgență. Inspectorii din cadrul Inspecției de Prevenire a Incendiilor verifică documentația tehnică iar dacă documentația corespunde  se eliberează avizul de securitate la incendiu. 
La terminarea lucrărilor investitorul are obligația solicitării de autorizație de securitate la incendii ,iar dacă după verificarea în teren de către cadrele de prevenire a incendiilor din cadrul inspectoratului  s-a executat corect lucrarea și s-au respectat prevederile legale se eliberează autorizația de securitate la incendiu..
În caz de situații de urgență (incendiu), orice persoană trebuie să acorde ajutor sprijin pentru diminuarea acestuia, iar la sosirea pompierilor să le dea dea tot sprijinul pentru stingerea incendiului respective stabilirea cauzei de incendiu la care participă poliția și alte persoane abilitate de lege. Pentru prevenirea incendiilor pompierii profesioniști și civili desfășoară o serie de activități de prevenire.

### Proiectare și execuție
Construcțiile, instalațiile și amenajările se proiectează și executată astfel încât, pe toată durata de viață a acestora, în cazul inițierii  unui incendiu, să se asigure:
- estimarea stabilității elementelor portante pentru o perioadă determinată de timp;
- imitarea apariției și propagării focului și fumului în interiorul construcției;
- limitarea propagării incendiului la vecinătăți;
- posibilitatea utilizatorilor de a se evacua în condiții de siguranță sau de a fi salvați prin alte mijloace;
- securitatea forțelor de intervenție.[3][5].

Prin lege sunt stabilite categoriile  de  construcții si instalații care sunt supuse avizării și autorizării securității la incendiu conform metodologiei elaborate de Inspectoratul General pentru Situații de Urgență și aprobate prin ordin al ministrului administrației și internelor.

### Semne standard de securitate la incendiu
Standardul internațional ISO 7010 definește pictogramele de siguranță, semnele de siguranță, pericolele, obligațiile, interdicțiile, situațiile de urgență și stingerea incendiilor.Mai jos sunt indicatoare standard de securitate la incendiu, obligatoriu cu o figura alba pe fond roșu, de evacuare și de interzicere.

Semn indicator pentru stingător
Semn indicator  pentru hidrant de incendiu interior
Semn indicator scară de evacuare la incendiu
Buton de alarmă de incendiu
Indicator telefon de urgență la incendiu.
Smbol prim jutor
Loc de adunare a personalului în situații de urgență
Telefon de urgență
Semn combinat cu un stingător care indică „un stingător de incendiu este situat în dreapta”.
Semn direcție ieșire persoane în caz de urgență.
Semn ieșire de urgență
Semn ieșire de urgență pentru persoanele care nu pot merge sau cu deficiențe de mers (stânga)
Semn de interzicere P003: Interzis foc și fumatul
Semn de interzicere P002: Fumat interzis
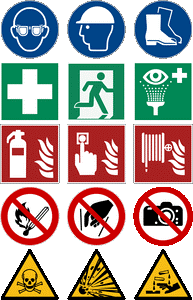
Semne pentru marcaje de siguranță, urgență și alte marcaje pe baza standardului în domeniul public.